# Florence Kelley
Florence Kelley (Filadelfia, 12 de septiembre de 1859-ibídem, 17 de febrero de 1932) fue una reformadora social y feminista norteamericana durante la llamada era progresista estadounidense (1880-1930). Contribuyó al desarrollo de la legislación laboral y el bienestar social en el ámbito estatal y federal de los Estados Unidos. También fue dirigente de la Liga Nacional de Consumidores (1899-1932) y preparó el terreno para el New Deal de 1930 a través de campañas contra el trabajo infantil y abogando por la regulación de los horarios de trabajo. Kelley consiguió introducir el salario mínimo en la legislación estadounidense. Además, fue fundadora de la Asociación Nacional para el Progreso de las Personas de Color (NAACP) en 1909, y durante varios años desempeñó el cargo de vicepresidenta de la Asociación Americana pro Sufragio de la Mujer (NAWSA) en Estados Unidos.

## Familia
Florence Kelley nació en una familia que tradicionalmente se había preocupado por cuestiones políticas y sociales. Su padre era William D. Kelley, un miembro republicano de la Cámara de Representantes de los Estados Unidos por Pensilvania. Como abolicionista, fue uno de los fundadores del Partido Republicano en 1854 y amigo de Abraham Lincoln. Fue el mentor político de la joven Florence a la que llevaba de visita a fábricas donde estaban trabajando niños. También recibió la influencia de su tía abuela Sarah Pugh que había sido miembro de la Convención de Mujeres Americanas por la Abolición de la Esclavitud.
Caroline Bartram Bonsall, la madre de Kelley, no era una figura tan prominente. Los padres de Bonsall murieron cuando ella era pequeña y fue adoptada por Isaac y Kay Pugh, que pasarían a ser los abuelos de Kelley.
En Zúrich, conoció a varios socialistas europeos, entre ellos un físico polaco-ruso Lazare Wischnewetzky, con quien se casó en 1884 y tuvo tres hijos a pesar de haberse divorciado pronto (1891). Kelley quería el divorcio debido al abuso físico al que estaba sometida y una deuda desbordante que arrastraban. Se veía incapaz de divorciarse de él por "falta de apoyo" así que huyó a Chicago y recibió la custodia completa de sus hijos. Florence arrastró consigo durante muchos años el apellido ruso-polaco, aunque ella prefería que le llamaran "Sra. Kelley".

## Experiencia educativa
Florence Kelley fue educada en casa durante gran parte de su infancia. Esto se debía tanto a que la familia vivía en lo que entonces eran las afueras de Filadelfia, a seis kilómetros del centro, como a que se trataba de una niña enfermiza. De vez en cuando asistía a una escuela cuáquera, pero luego terminaba en la cama con reumatismo en invierno. Kelley era una de ocho hijos, seis niñas y dos niños. Ella era la única chica que sobrevivió hasta la edad adulta, una de sus hermanas, Anna, vivió hasta los seis años, por aquel entonces Florence tenía doce años.
Su padre le enseñó a leer a los siete años, usando un pequeño libro con grabados que mostraban niños trabajando, acarreando bloques de arcilla. A los diez años comenzó a leer en la extensa biblioteca de su padre hasta que hubo leído todos los cientos de libros de la biblioteca del congresista. El padre de Florence Kelley, William Darrah Kelley, era un autodidacta que leyó y coleccionó libros durante toda su vida.
La biblioteca de William Darrah Kelley, a la que Florence Kelley tenía acceso, incluía discursos políticos y ensayos de América, Gran Bretaña y Europa, tratados sobre ciencias naturales, libros sobre química y obras de escritores como Emerson, Carlyle, Milton, Byron, Montaigne, Rousseau, filósofos alemanes, Walter Scott, y muchos más. Antes de que Florence Kelley asistiera a la universidad, también viajó con su padre, el congresista, en viajes oficiales a California y Dakota del Norte, a visitar a los fabricantes de acero de Pensilvania, y más tarde, con su familia, a Inglaterra y Europa.
Florence Kelley ingresó en la Facultad de Artes y Ciencias de la Universidad de Cornell en septiembre de 1876. La clase de mujeres de Florence Kelley en el Russell Sage College fue una de las primeras que hubo, pero no la primera clase de mujeres en ingresar a la Universidad de Cornell. Había ya 70 mujeres residentes en el Sage College cuando Florence Kelley se registró. La edad de ingreso eran los diecisiete años.
Muchas de las mujeres que se graduaron en la Universidad de Cornell y otras universidades en las décadas de 1870 y 1880, incluidas Florence Kelley y su amiga, Martha Carey Thomas, futura presidenta de Bryn Mawr College, se distinguieron en la vida pública, a menudo asociadas con instituciones como Hull House y otras relacionadas con servicios sociales y educativos. Aunque la Universidad de Cornell se enorgullecía de ofrecer a las mujeres la misma educación que ofrecía a los hombres, había salas de conferencias, salas de biblioteca y otras instalaciones segregadas sólo para mujeres. Sí que se reunían con los hombres para comer.
Los requisitos para ingresar a la Universidad de Cornell en 1876 incluían, además del requisito previo de un buen carácter moral, tener conocimientos demostrables de  gramática inglesa, aritmética, geometría, álgebra mediante ecuaciones cuadráticas, ciencias naturales (por elección), trigonometría, latín y griego.
En Cornell Florence Kelley tenía un horario de veinticinco horas de clase a la semana, incluyendo: francés, alemán, latín, álgebra, literatura, ciencias naturales y astronomía, y más tarde se unió a grupos que leían Swinburne y otros. En su currículum también se incluían estudios de política y economía, lógica, filosofía, historia de la filosofía y filosofía de la historia.
Después de un caso de difteria agravado por un tratamiento erróneo, pasó el invierno de 1881-1882 con su padre en Washington D. C. e investigando en la Biblioteca del Congreso para su tesis de honor titulada Algunos cambios en el estatus legal del niño desde Blackstone: sobre las leyes de trabajo infantil. Se graduó con un Bachelor of Literature con Mención de Honor en junio de 1882. Su tesis fue publicada ese agosto en la Revista Internacional. 
Tras haber sido rechazada por la Escuela de Derecho de la Universidad de Pensilvania Florence Kelley se fue a Europa. La siguiente educación formal de Florence Kelley fue en la Universidad de Zúrich, donde asistió a conferencias sobre política, economía y derecho. Después de haber perdido la copia física de su título de Cornell al dejarlo, para no ser visto nunca más, en un andén de ferrocarril en Rugby Junction en un viaje anterior a Oxford, Florence Kelley llegó sin credenciales a la Universidad de Zúrich. A pesar de ello se le permitió asistir a clases y examinarse.
En Zúrich, Florence Kelley conoció a personas notables, personas unidas por fuerzas imprevistas de la historia y las circunstancias, refugiados, estudiantes, revolucionarios, personas que vinieron a estudiar, a leer, a discutir, a debatir y a encontrar la manera de sobrevivir. La gente acudía a Zúrich desde toda Europa del Este, la Rusia zarista, y desde lo que se convertiría en Alemania, donde los socialistas habían sido expulsados por un decreto de Bismarck. En su estancia en Europa, Florence se doctoró en Política Económica (1886) y tradujo al inglés la  obra de Engels  “La condición de la clase obrera en Inglaterra”. En 1894, Kelley se graduó en derecho en la Universidad de Northwestern.

## Experiencia laboral y política
De regreso a Estados Unidos se trasladó a Illinois y, tras separarse de su marido, pasó a formar parte de la denominada “Escuela Sociológica de Chicago de Mujeres". En la Hull House de Chicago Florence empezó su trabajo sociológico. Realizó multitud de estudios sobre las condiciones de trabajo infantil y de las mujeres llegando a ser la primera inspectora de fábricas en Estados Unidos en 1893. Gracias a los estudios científicos que realizó y sus conocimientos en el área del derecho, consiguió cambiar la legislación en el ámbito de la regulación de las condiciones de trabajo de niños, niñas y mujeres en el estado de Illinois. En 1896 escribe bajo el seudónimo de «The Working Boy» un artículo que analizaba la necesidad de adaptación del sistema educativo a las nuevas formas del sistema industrial.
En 1899 se traslada a Nueva York para ser secretaria general de la Liga Nacional de Consumidores (LNC), a lo que se va a dedicar el resto de su vida. La liga comenzó solamente en área de Nueva York para después expandirse, y fue iniciada por Jane Addams y Josephine Shaw Lowell con el objetivo de alentar a los consumidores a comprar productos solo de compañías que cumplieran los estándares de salario mínimo y condiciones de trabajo de la LNC. Kelley viajó por todo el país dando conferencias y concienciando sobre las condiciones laborales en los Estados Unidos. Una iniciativa importante de la LNC fue la introducción de la etiqueta blanca. Los empresarios que cumplieron con el estándar de la LNC al utilizar la ley laboral y mantener los estándares de seguridad tenían el derecho a mostrar la etiqueta blanca.
En 1909 Kelley se convirtió en miembro fundador de la NAACP. Como miembro de la junta directiva, pertenecía a los comités de Nominación, Presupuesto, Ayuda Federal a la Educación, Anti-Lynching y el Gasto de Desigualdad de los Fondos Escolares.
Con el lanzamiento de "Nacimiento de una Nación", Kelley y otros líderes de la NAACP se manifestaron en numerosas ciudades en contra de la película por representar una interpretación racista de los negros. En 1923, Kelley luchó por la admisión de la Asociación Nacional de Mujeres de Color como miembros del Comité Conjunto de Mujeres del Congreso, que se formó en 1920.
Florence Kelley luchó hasta el final por el derecho al sufragio de las mujeres, militó en movimientos pacifistas durante la Primera Guerra Mundial, y sobre todo luchó por los derechos de los trabajadores. Entre ellos rebajar el número de horas semanales, impedir la contratación de niños menores de catorce años y el establecimiento de un sueldo mínimo.

## Publicaciones
- The responsibility of the consumer. New York City: National Child Labor Committee, 1908[9]
- The Present Status of Minimum Wage Legislation. New York City: National Consumers' League, 1913.[10]
- Modern Industry: in relation to the family, health, education, morality. New York: Longmans, Green 1914.
- Women in Industry: the Eight Hours Day and Rest at Night, upheld by the United States Supreme Court. New York: National Consumers' League, 1916.
- Twenty Questions about the Federal Amendment Proposed by the National Woman's Party. New York: National Consumers' League, 1922.
- Notes of Sixty Years: The Autobiography of Florence Kelley. Chicago: C.H. Kerr Pub. Co., 1986.[11]
- The Need of Theoretical Preparation for Philanthropic Work. 1887.[11]